# Estadio Panamericano
Het Estadio Panamericano is een stadion in San Cristóbal, Dominicaanse Republiek. Het stadion biedt plaats aan een kleine 3000 toeschouwers.  Het stadion wordt vooral gebruikt voor voetbalwedstrijden. Het is het thuisstadion voor San Cristóbal FC en ook het nationale voetbalelftal speelt er wedstrijden. Op de Pan-Amerikaanse Spelen van 2003 werd dit stadion gebruikt voor wedstrijden in de groepsfase voor het voetbaltoernooi voor vrouwen.